# The Last Resort
The Last Resort (també conegut com The Resort o The Warriors) és un grup anglès de música oi!.

## Trajectòria
The Last Resort es va formar l'any 1980 amb Roi Pearce (baix), Charlie Duggan (guitarra), Andy Benfield (bateria) i el vocalista Graham Saxby. El nom va ser manllevat d'una botiga de cultura punk i skinhead de Londres. Mickey French, el propietari de la botiga, es va convertir en el mànager del grup. La formació original va fer uns quants concerts i va gravar una maqueta de tres cançons, entre les quals hi ha l'himne posterior de la banda, «Violence in our minds». Posteriorment, Roi Pearce es va fer càrrec de la veu i Arthur Kitchener va ser el nou baixista del grup.
El 1982 es va publicar l'àlbum debut Skinhead Anthems. Els concerts sovint eren violents i molts van haver d'interrompre's a causa de les baralles tumultuoses. Els membres del grup eren seguidors del Millwall Football Club, de manera que sovint hi havia friccions amb els hooligans del West Ham United Football Club. Poc després de la publicació de l'àlbum, el grup es va separar per primera vegada a causa de les constants desavinences.

## Discografia
Àlbums
- 1982: A Way of Life – Skinhead Anthems (LP, CD 1993, Captain Oi! Records)
- 1989: The Resort 1989 (com a The Resort, Link Records)
- 2005: Ressurection (Captain Oi! Records)
- 2009: You'll Never Take Us – Skinhead Anthems II (I Scream Records)
- 2013: This is my England – Skinhead Anthems III (Randale Records)